# Heraldo de Murcia

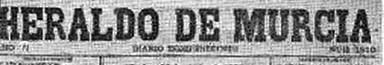
Cabecera del diario.

El Heraldo de Murcia fue un periódico de la Región de Murcia, de ideología liberal. Se publicó durante dos períodos distintos a finales del siglo XIX.

## Historia
En su primera época se editó entre 1886 y 1887, con carácter quincenal y con el nombre de Heraldo murciano. Su fundación se debe a Agustín Medina Almela, aunque la dirección del periódico correspondió a Manuel Sánchez Visiedo. Su línea ideológica apoyaba al conservador Romero Robledo inicialmente, aunque posteriormente viró al liberalismo. 
Refundado en 1898 por Francisco Bautista Monserrat con la denominación de «diario de la noche»; aunque se autodefinía como independiente, se caracterizaba por una ideología liberal, defendiendo los postulados políticos de Canalejas. Participó como redactor Pedro Jara Carrillo.
Entre sus colaboraciones contó con gran cantidad de pensadores como: Emilia Pardo Bazán, Jacinto Octavio Picón, Ernesto Pérez Zúñiga, Santiago Ramón y Cajal. Dejó de publicarse en 1903.